# Combat de Plabennec
Chouannerie
Batailles
- 1er Vannes
- Fouesnant
- Scrignac
- Lannion
- Pontrieux
- Bourgneuf-la-Forêt
- Plumelec
- Savenay
- Loiré
- Ancenis
- 2e Vannes
- Pluméliau
- Pontivy
- 1er La Roche-Bernard
- 1er Rochefort-en-Terre
- Pacé
- Guérande
- Fleurigné
- Fougères
- Vitré
- Mané-Corohan
- Plabennec
- Saint-Pol-de-Léon
- Kerguidu
- Lamballe
- Saint-Perreux
- 2e Rochefort-en-Terre
- 2e La Roche-Bernard

La combat de Plabennec  se déroula à la suite d'une révolte paysanne contre la levée en masse lors de la Pré-Chouannerie.

## Combat
Dans le Léon, au nord du Finistère, l'insurrection éclate le 19 mars 1793 à Plabennec (des troubles se sont déjà produits les jours précédents, notamment à Guipavas et Gouesnou), 4 000 paysans attaquent à dix heures du soir les commissaires escortés par les 200 gardes nationaux de Brest. Les insurgés, embusqués dans des fossés tirent plusieurs coups de fusil, le commissaire Perrot, notamment, est blessé et deux gardes nationaux sont tués (Jacques Moisan et Mail).
Les Républicains battent en retraite sur Gouesnou, poursuivis par les insurgés qui tentent de délivrer les leurs, retenus prisonniers. Mais en chemin, le général Canclaux leur vient en aide avec 1 200 soldats et met en fuite les insurgés qui se replient sur Plabennec. Canclaux occupe ensuite Plabennec, puis se porte sur Lannilis, 120 gardes nationaux prennent également le contrôle de Ploudalmézeau, dont le maire, François Barbier, est arrêté, tandis qu'un autre détachement occupe Gouesnou. 
Le soulèvement est massif dans le Léon, mais le général Canclaux dispose d'importantes troupes dues à la présence à Brest d'un corps expéditionnaire en instance de départ pour Saint-Domingue afin d'aller y affronter les esclaves révoltés. 600 insurgés ont été tués d'après une lettre écrite à la Convention par le commissaire Cahel, cependant les registres de Plabennec ne font état que de deux soldats, des gardes nationaux, tués (Jacques Moisan et Noué Mail ) et cinq paysans (Gabriel Le Gall, François Castel, Jean Creff, Guillaume Boulic et Salou) tués au combat. Pour François Cadic les Républicains ont 4 morts (mais le registre des décès de Plabennec ne porte pas trace des deux décès supplémentaires supposés) et plusieurs blessés.